# 2025
Il 2025 (MMXXV in numeri romani) è un anno  del XXI secolo.

## Eventi

### Gennaio
- 1º gennaio: 

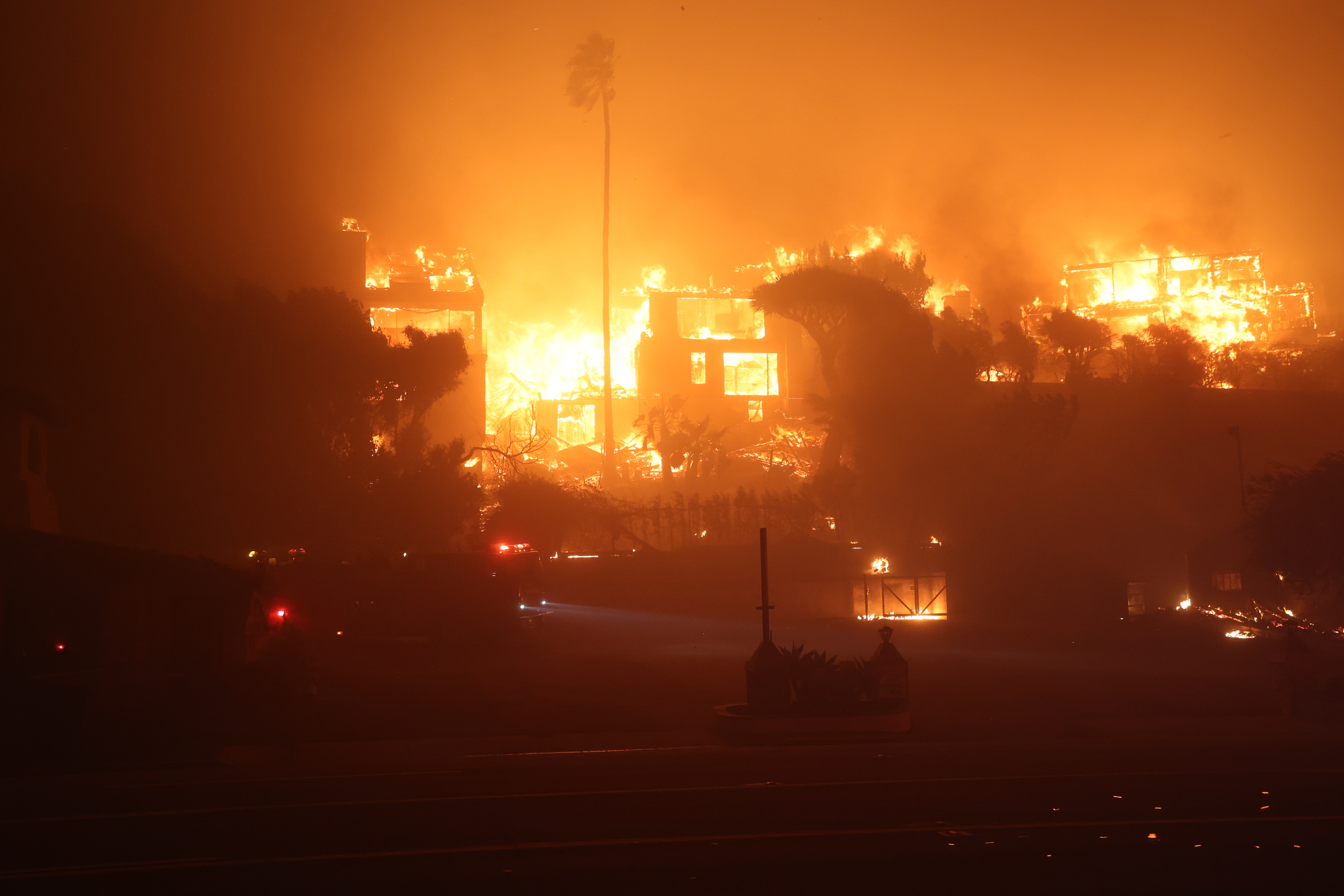
Scorcio degli incendi presso Pacific Palisades, 8 gennaio 2025.

  - con la rimozione delle ultime restrizioni alle frontiere terrestri, la Bulgaria e la Romania entrano completamente a far parte dello Spazio Schengen, dopo esservi entrate per le sole frontiere aeree e marittime nel marzo dell'anno precedente.[1][2]
- 6 gennaio: l’Indonesia entra ufficialmente nel blocco BRICS.[3]
- 7 gennaio: 
  - un terremoto di magnitudo 7.1,  con epicentro nella Contea di Tingri, colpisce la regione autonoma del Tibet, nel sud-ovest della Cina, uccidendo 126 persone e ferendone altre 188.[4]
  - Nelle contee californiane di Los Angeles e Ventura, negli Stati Uniti, scoppiano degli incendi boschivi che alimentati da forti venti e prolungate condizioni di siccità[5], causano la distruzione di più di 12 000 di edifici, più di 137 000 sfollati, 16 dispersi e 25 morti.[6]
- 9 gennaio: in seguito ad un accordo tra i partiti politici, il generale Joseph Aoun viene eletto dall'Assemblea nazionale alla carica di Presidente del Libano, ponendo fine al vuoto di potere perdurante nel paese da oltre due anni.[7]
- 12 gennaio: 
  - si svolge il secondo turno delle elezioni presidenziali in Croazia, con il primo tenutosi il 29 dicembre dell'anno precedente.
- 15 gennaio: guerra Israele-Hamas — Israele ed Hamas raggiungono un accordo per una tregua a partire dal 19 gennaio, al fine di consentire l'ingresso di aiuti umanitari nella striscia di Gaza e lo scambio di ostaggi.[8]
- 26 gennaio: elezioni presidenziali in Bielorussia.
- 29 gennaio: Ahmad al-Shara' è ufficialmente nominato Presidente di transizione della Siria, dopo aver già tenuto, in seguito alla caduta del regime di Assad avvenuta nel dicembre 2024, tale incarico in modo informale.[9]

### Febbraio

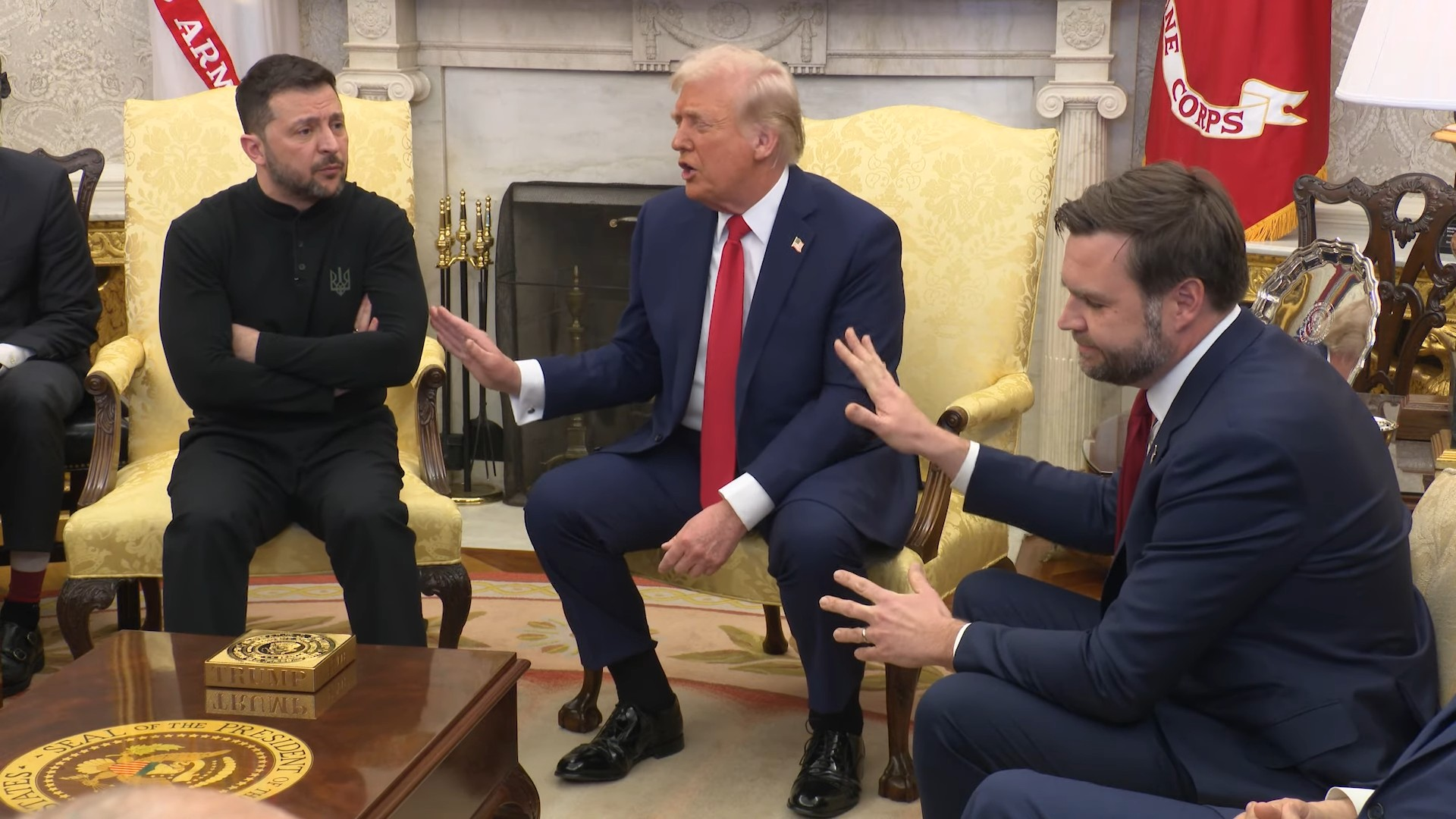
Zelens'kyj, Trump e Vance durante l'incontro alla Casa Bianca del 28 febbraio.

- 18 febbraio: in seguito all'approvazione di una riforma costituzionale[10], il Nicaragua diventa ufficialmente una diarchia, rendendo Daniel Ortega (già Presidente) e sua moglie, Rosario Murillo, copresidenti.[11]
- 23 febbraio: le elezioni federali in Germania vedono la vittoria relativa della coalizione composta da Unione Cristiano-Democratica di Germania (CDU) e Unione Cristiano-Sociale in Baviera (CSU) guidata da Friedrich Merz.
- 28 febbraio: guerra russo-ucraina — Durante un incontro ufficiale tra Donald Trump e Volodymyr Zelens'kyj alla Casa Bianca per la firma di un accordo sull'estrazione di terre rare in Ucraina, il Presidente statunitense ed il suo vice accusano pubblicamente il Presidente ucraino di “ostacolare la fine della guerra con la Russia” e di “non esser riconoscente agli Stati Uniti d'America per il supporto ricevuto”. L'incontro, trasmesso in diretta televisiva, causa una grave crisi diplomatica fra i due paesi per via dei pesanti toni utilizzati e delle inusuali interazioni.

### Marzo

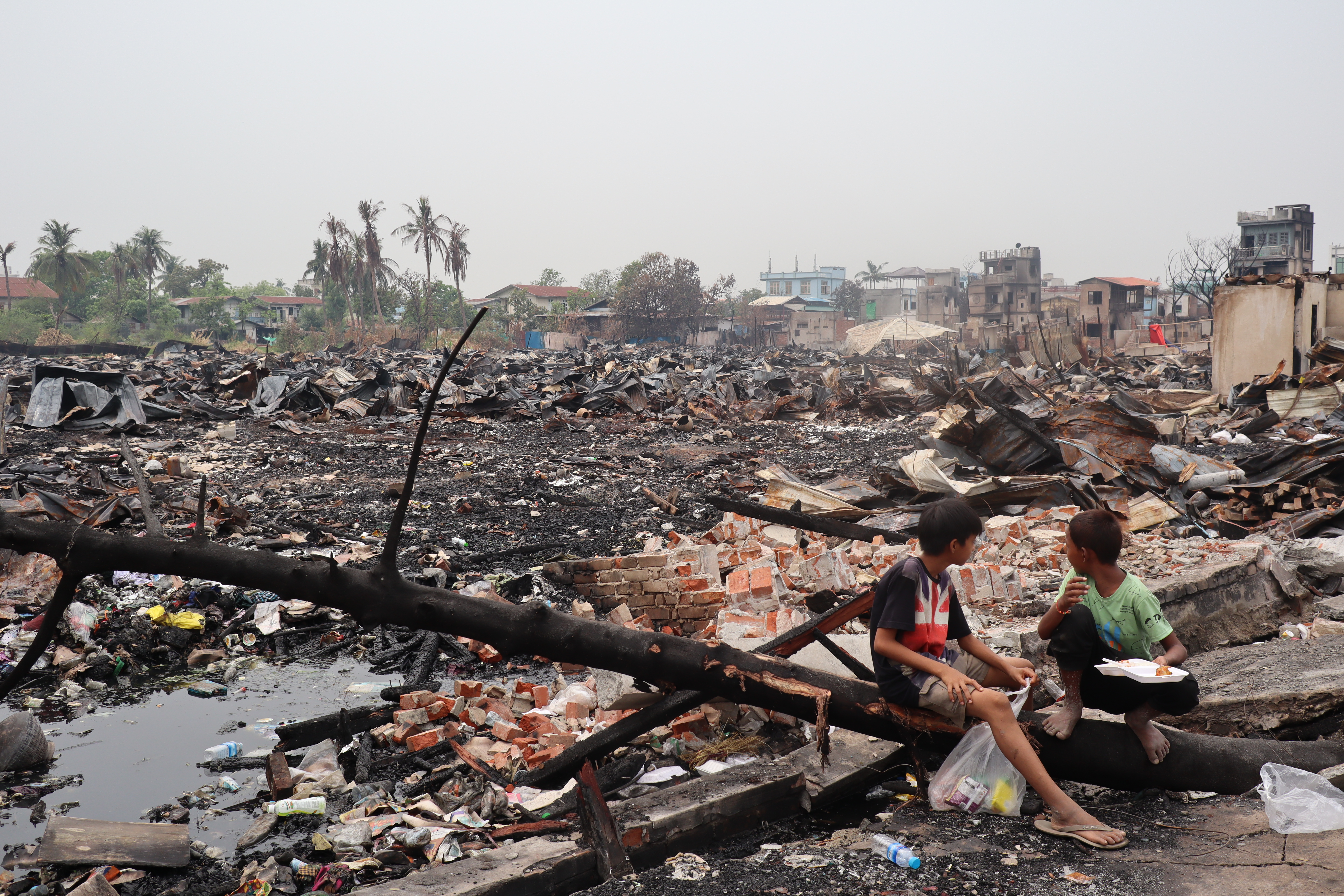
Un quartiere di Mandalay devastato dal terremoto e da un successivo incendio.

- 2 marzo: elezioni parlamentari in Tagikistan.
- 28 marzo: un terremoto di magnitudo 7.7 colpisce la regione di Sagaing in Myanmar, causando oltre 5000 morti e ingenti danni in tutta la regione[12], aggravando la già precaria situazione derivante dal conflitto interno al paese.[13]
- 31 marzo: il Fiorino caraibico (Cƒ) rimpiazza il Fiorino delle Antille Olandesi (NAƒ) come valuta ufficiale a Curaçao e Sint Maarten.[14]

### Aprile

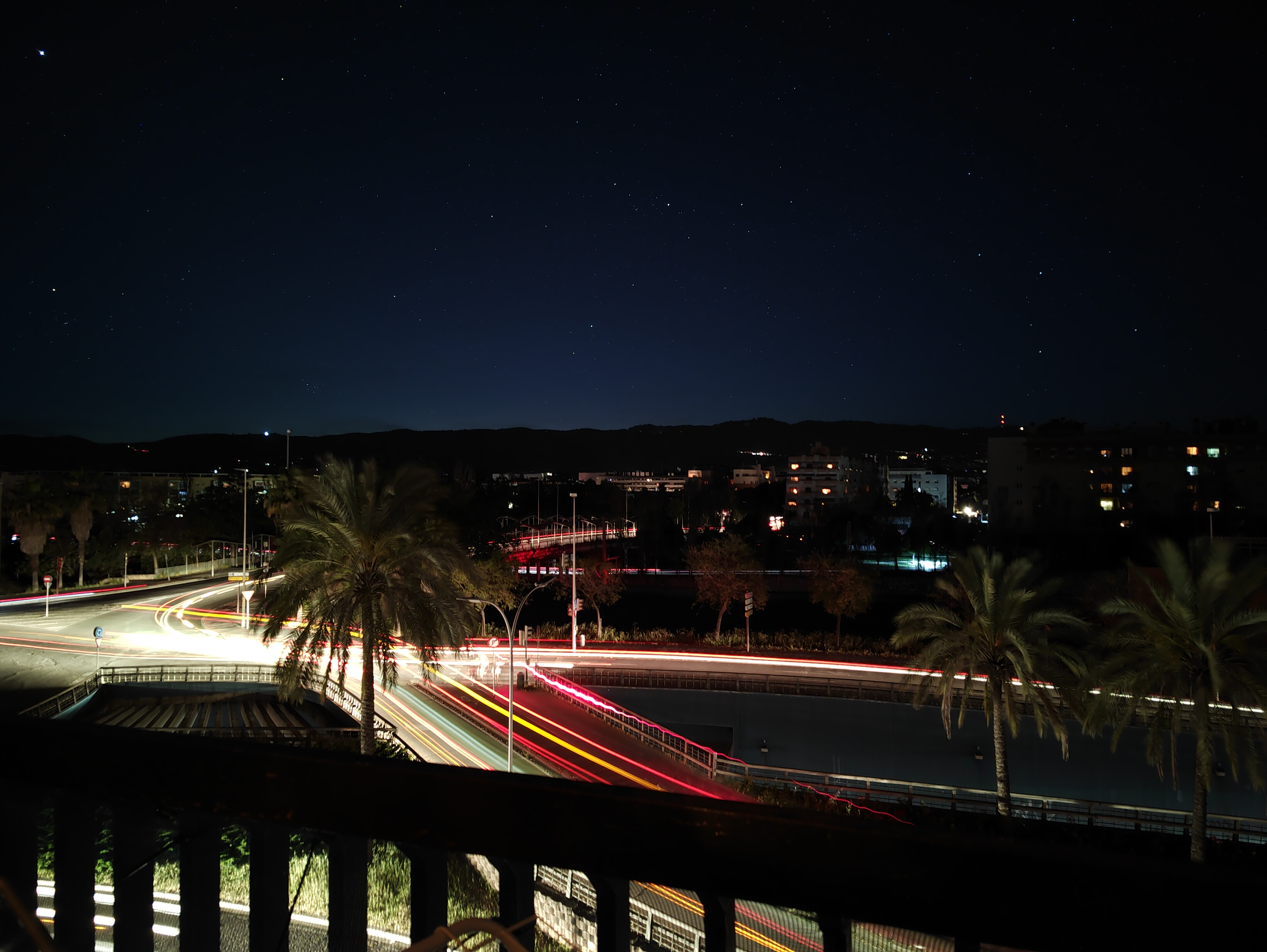
Strade di Cordova di sera, poco prima del recupero totale dal black-out: le uniche luci sono quelle degli autoveicoli e di pochi edifici.

- 12 aprile: elezioni presidenziali in Gabon.
- 13 aprile:
  - viene inaugurato Expo 2025 ad Osaka, in Giappone.[15]
  - si svolge il secondo turno delle elezioni generali in Ecuador, con il primo svoltosi il 9 febbraio.
- 21 aprile: Città del Vaticano — muore dopo 12 anni di pontificato Papa Francesco.[16]
- 22 aprile: a Pahalgam, nella regione di Jammu e Kashmir, 26 turisti indiani vengono uccisi in un attentato rivendicato dal gruppo islamista Fronte di Resistenza[17], provocando così un innalzamento, nei giorni successivi, della tensione fra India e Pakistan ed allo scoppio alcuni rilevanti contrasti a partire dal 6 maggio[18], ma terminati ufficialmente il 10 maggio con il raggiungimento di un accordo ufficiale per il cessate il fuoco.[19]
- 28 aprile: 
  - elezioni federali in Canada.
  - un blackout elettrico nella Penisola iberica paralizza completamente Spagna, Portogallo e parte del sud della Francia.[20]

### Maggio
- 3 maggio: 

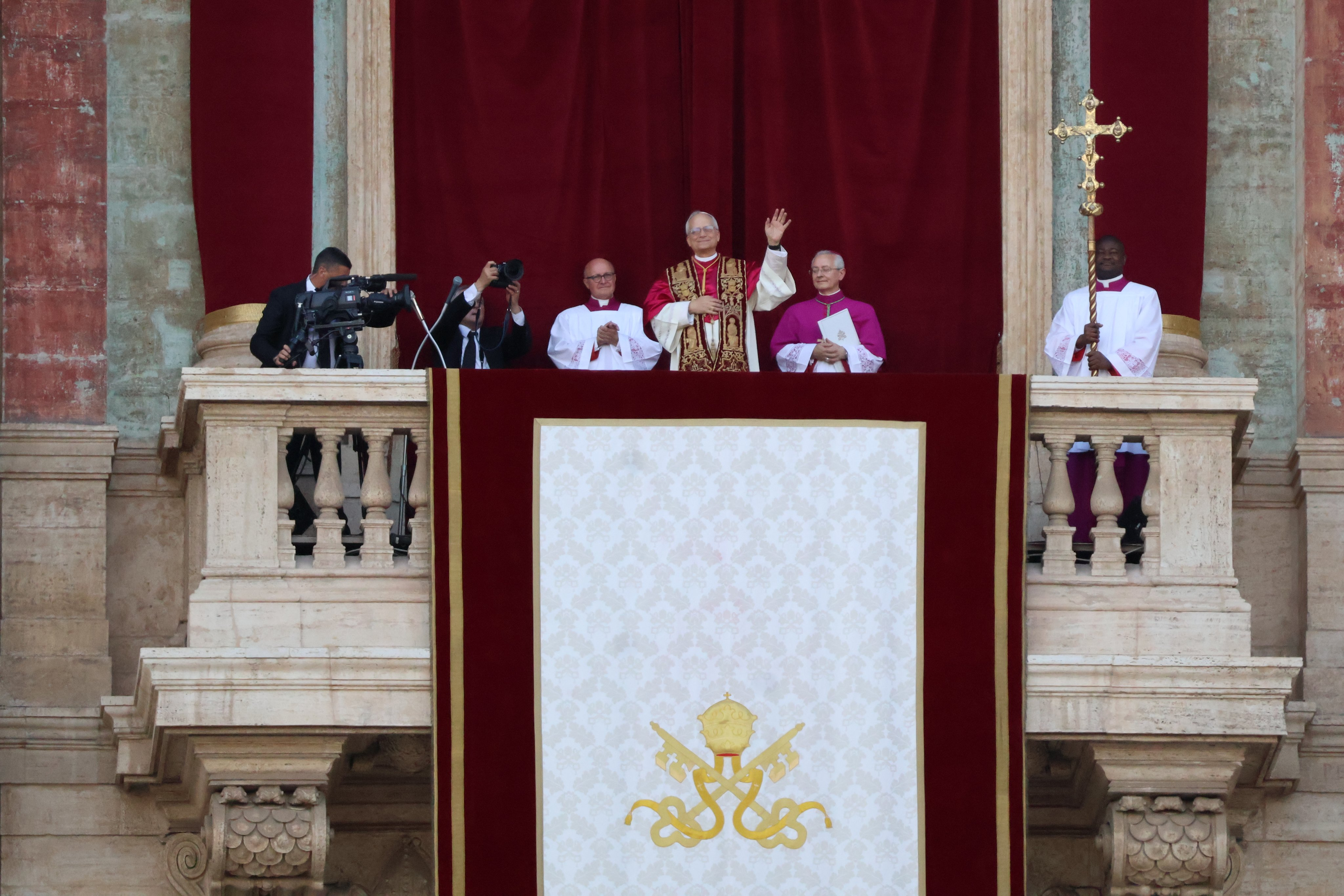
Papa Leone XIV sulla loggia della basilica di San Pietro in Vaticano il giorno della sua elezione.

  - elezioni parlamentari in Australia.
  - elezioni parlamentari a Singapore.
- 8 maggio: Città del Vaticano — il cardinale statunitense Robert Francis Prevost viene eletto papa e assume il nome di Leone XIV.[21]
- 11 maggio: elezioni parlamentari in Albania.
- 12 maggio: elezioni parlamentari nelle Filippine.
- 18 maggio: 
  - elezioni legislative in Portogallo.
  - si svolge il secondo turno delle elezioni presidenziali in Romania, con il primo svoltosi il 4 maggio.
- 25 maggio: elezioni parlamentari in Venezuela.

### Giugno

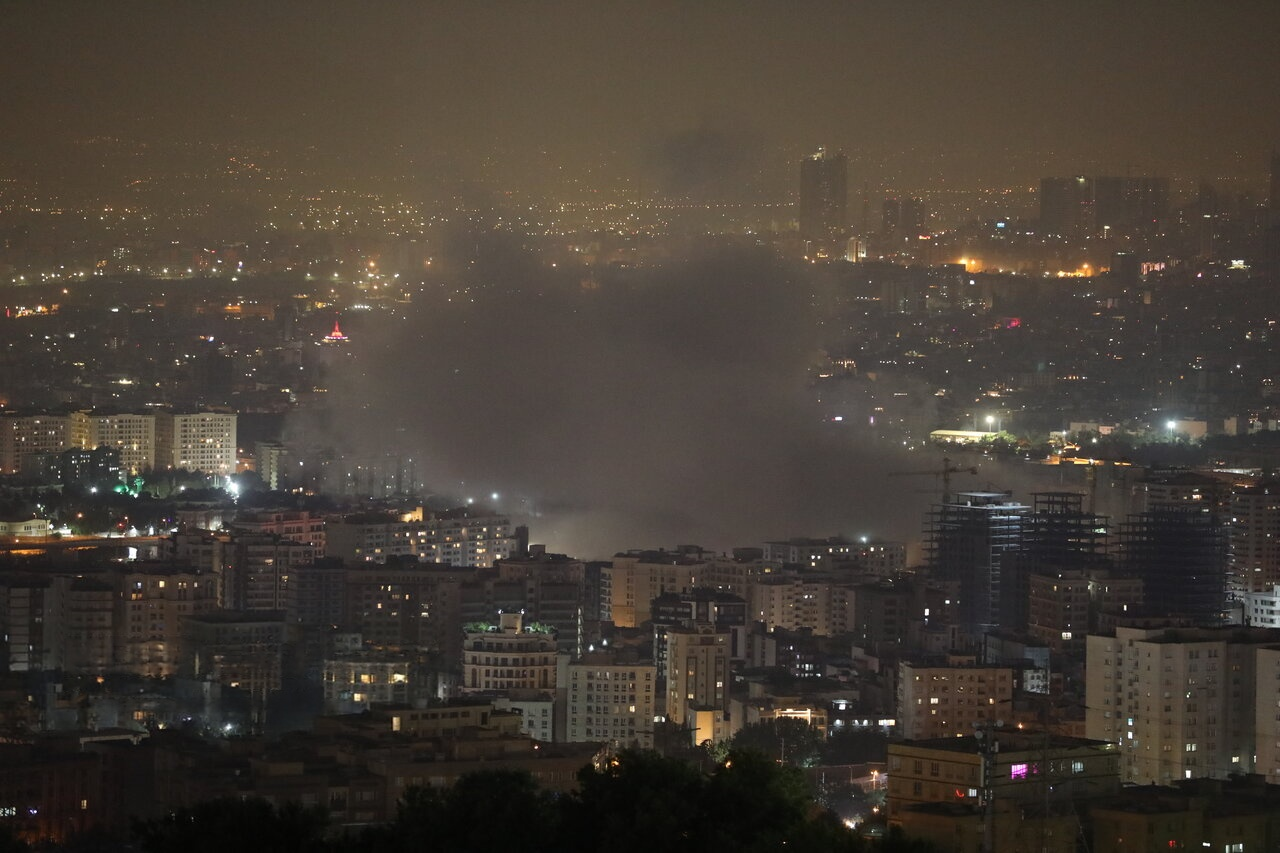
Bombardamenti israeliani a Teheran.

- 1º giugno: Karol Nawrocki, indipendente sostenuto dal partito politico Diritto e Giustizia (PiS), viene eletto Presidente della Repubblica di Polonia al secondo turno delle presidenziali (con il primo svoltosi il 18 maggio) con il 50,89% dei voti.
- 3 giugno: Lee Jae-myung del Partito Democratico di Corea (DPK) vince le elezioni presidenziali con il 49,42% dei voti, diventando il nuovo Presidente della Corea del Sud.
- 5 giugno: le elezioni legislative in Burundi vedono la vittoria schiacciante del Consiglio Nazionale per la Difesa della Democrazia - Forze per la Difesa della Democrazia (CNDD-FDD) guidato dal Presidente Évariste Ndayishimiye che, con il 96,51% ottiene la totalità dei seggi soggetti ad elezione nell’Assemblea nazionale.
- 12 giugno: il Volo Air India 171 partito da Ahmedabad e diretto a Londra si schianta durante la fase di decollo sopra uno studentato. Le vittime totali sono 270, di cui 241 passeggeri e 29 a terra. Un passeggero sopravvive.[22]
- 13-24 giugno: guerra per procura tra Iran e Israele — in seguito ad un improvviso attacco missilistico israeliano contro l'Iran, che causa complessivamente 78 morti (tra cui numerosi militari e scienziati impiegati nel programma nucleare del paese) ed ingenti danni[23], l’Iran risponde a sua volta con forti bombardamenti contro Israele[24], dando così inizio ad un intenso conflitto regionale[25]: esso, prolungatosi fino al 24 giugno — quando è stato raggiunto un accordo per il cessate il fuoco[26] — ha anche visto un intervento diretto degli Stati Uniti, tramite un attacco di minor impatto effettuato in data 22 giugno contro tre importanti siti nucleari iraniani[27], a cui l’Iran ha risposto lanciando contestualmente vari missili contro la base statunitense di Al Udeid, in Qatar.[28]

### Luglio
- 1° luglio: La corte costituzionale thailandese apre una crisi politica nel paese con la sospensione della prima ministra Paetongtarn Shinawatra per una telefonata con l'ex-premier Cambogiano Hun Sen riguardante gli scontri al confine fra i due paesi.[29]
- 4 luglio: Un'alluvione colpisce il Texas Centrale facendo esondare il fiume Guadalupe e causando oltre 136 morti.
- 27 luglio: Donald Trump e Ursula von der Leyen raggiungono un accordo sui dazi per le esportazioni di merci tra Stati Uniti e Unione Europea, su cui verrà  applicata una tariffa base al 15%  con alcune esclusioni su prodotti giudicati strategici.[30]

### Agosto
- 8 agosto: Armenia ed Azerbaigian firmano un trattato di pace per porre fine al conflitto del Nagorno-Karabakh.

## Morti
Ci sono circa 1 330 voci su persone morte nel 2025; vedi la pagina Morti nel 2025 per un elenco descrittivo o la categoria Morti nel 2025 per un indice alfabetico.

## Calendario
| Calendario 2025 | Calendario 2025 | Calendario 2025 | Calendario 2025 | Calendario 2025 | Calendario 2025 | Calendario 2025 | Calendario 2025 | Calendario 2025 | Calendario 2025 | Calendario 2025 | Calendario 2025 | Calendario 2025 | Calendario 2025 | Calendario 2025 | Calendario 2025 | Calendario 2025 | Calendario 2025 | Calendario 2025 | Calendario 2025 | Calendario 2025 | Calendario 2025 | Calendario 2025 | Calendario 2025 | Calendario 2025 | Calendario 2025 | Calendario 2025 | Calendario 2025 | Calendario 2025 | Calendario 2025 | Calendario 2025 | Calendario 2025 | Calendario 2025 |
| --------------- | --------------- | --------------- | --------------- | --------------- | --------------- | --------------- | --------------- | --------------- | --------------- | --------------- | --------------- | --------------- | --------------- | --------------- | --------------- | --------------- | --------------- | --------------- | --------------- | --------------- | --------------- | --------------- | --------------- | --------------- | --------------- | --------------- | --------------- | --------------- | --------------- | --------------- | --------------- | --------------- |
|                 | 1               | 2               | 3               | 4               | 5               | 6               | 7               | 8               | 9               | 10              | 11              | 12              | 13              | 14              | 15              | 16              | 17              | 18              | 19              | 20              | 21              | 22              | 23              | 24              | 25              | 26              | 27              | 28              | 29              | 30              | 31              |                 |
| Gennaio         | Me              | Gi              | Ve              | Sa              | Do              | Lu              | Ma              | Me              | Gi              | Ve              | Sa              | Do              | Lu              | Ma              | Me              | Gi              | Ve              | Sa              | Do              | Lu              | Ma              | Me              | Gi              | Ve              | Sa              | Do              | Lu              | Ma              | Me              | Gi              | Ve              |                 |
| Febbraio        | Sa              | Do              | Lu              | Ma              | Me              | Gi              | Ve              | Sa              | Do              | Lu              | Ma              | Me              | Gi              | Ve              | Sa              | Do              | Lu              | Ma              | Me              | Gi              | Ve              | Sa              | Do              | Lu              | Ma              | Me              | Gi              | Ve              |                 |                 |                 |                 |
| Marzo           | Sa              | Do              | Lu              | Ma              | Me              | Gi              | Ve              | Sa              | Do              | Lu              | Ma              | Me              | Gi              | Ve              | Sa              | Do              | Lu              | Ma              | Me              | Gi              | Ve              | Sa              | Do              | Lu              | Ma              | Me              | Gi              | Ve              | Sa              | Do              | Lu              |                 |
| Aprile          | Ma              | Me              | Gi              | Ve              | Sa              | Do              | Lu              | Ma              | Me              | Gi              | Ve              | Sa              | Do              | Lu              | Ma              | Me              | Gi              | Ve              | Sa              | Do              | Lu              | Ma              | Me              | Gi              | Ve              | Sa              | Do              | Lu              | Ma              | Me              |                 |                 |
| Maggio          | Gi              | Ve              | Sa              | Do              | Lu              | Ma              | Me              | Gi              | Ve              | Sa              | Do              | Lu              | Ma              | Me              | Gi              | Ve              | Sa              | Do              | Lu              | Ma              | Me              | Gi              | Ve              | Sa              | Do              | Lu              | Ma              | Me              | Gi              | Ve              | Sa              |                 |
| Giugno          | Do              | Lu              | Ma              | Me              | Gi              | Ve              | Sa              | Do              | Lu              | Ma              | Me              | Gi              | Ve              | Sa              | Do              | Lu              | Ma              | Me              | Gi              | Ve              | Sa              | Do              | Lu              | Ma              | Me              | Gi              | Ve              | Sa              | Do              | Lu              |                 |                 |
| Luglio          | Ma              | Me              | Gi              | Ve              | Sa              | Do              | Lu              | Ma              | Me              | Gi              | Ve              | Sa              | Do              | Lu              | Ma              | Me              | Gi              | Ve              | Sa              | Do              | Lu              | Ma              | Me              | Gi              | Ve              | Sa              | Do              | Lu              | Ma              | Me              | Gi              |                 |
| Agosto          | Ve              | Sa              | Do              | Lu              | Ma              | Me              | Gi              | Ve              | Sa              | Do              | Lu              | Ma              | Me              | Gi              | Ve              | Sa              | Do              | Lu              | Ma              | Me              | Gi              | Ve              | Sa              | Do              | Lu              | Ma              | Me              | Gi              | Ve              | Sa              | Do              |                 |
| Settembre       | Lu              | Ma              | Me              | Gi              | Ve              | Sa              | Do              | Lu              | Ma              | Me              | Gi              | Ve              | Sa              | Do              | Lu              | Ma              | Me              | Gi              | Ve              | Sa              | Do              | Lu              | Ma              | Me              | Gi              | Ve              | Sa              | Do              | Lu              | Ma              |                 |                 |
| Ottobre         | Me              | Gi              | Ve              | Sa              | Do              | Lu              | Ma              | Me              | Gi              | Ve              | Sa              | Do              | Lu              | Ma              | Me              | Gi              | Ve              | Sa              | Do              | Lu              | Ma              | Me              | Gi              | Ve              | Sa              | Do              | Lu              | Ma              | Me              | Gi              | Ve              |                 |
| Novembre        | Sa              | Do              | Lu              | Ma              | Me              | Gi              | Ve              | Sa              | Do              | Lu              | Ma              | Me              | Gi              | Ve              | Sa              | Do              | Lu              | Ma              | Me              | Gi              | Ve              | Sa              | Do              | Lu              | Ma              | Me              | Gi              | Ve              | Sa              | Do              |                 |                 |
| Dicembre        | Lu              | Ma              | Me              | Gi              | Ve              | Sa              | Do              | Lu              | Ma              | Me              | Gi              | Ve              | Sa              | Do              | Lu              | Ma              | Me              | Gi              | Ve              | Sa              | Do              | Lu              | Ma              | Me              | Gi              | Ve              | Sa              | Do              | Lu              | Ma              | Me              |                 |